# Levobunolol
Levobunolol é um beta-bloqueador não cardioseletivo usado no controle do glaucoma.